# Бетани (Орегон)
Бетани (енгл. Bethany) насељено је место без административног статуса у америчкој савезној држави Орегон.

## Демографија
По попису из 2010. године број становника је 20.646.
| Група             | 2000.    | 2010.          |
| Белци             | 0 (0,0%) | 11.872 (57,5%) |
| Афроамериканци    | 0 (0,0%) | 358 (1,7%)     |
| Азијати           | 0 (0,0%) | 6.551 (31,7%)  |
| Хиспаноамериканци | 0 (0,0%) | 1.048 (5,1%)   |
| Укупно            | 0        | 20.646         |